# Antoine Louis Rouillé, Comte de Jouy

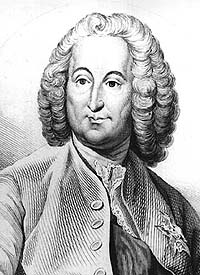
Antoine Louis Rouillé, Comte de Jouy

Antoine-Louis Rouillé, Comte de Jouy (* 6. Juni 1689 in Paris; † 20. September 1761 in Neuilly-sur-Seine) war ein französischer Staatsmann des 18. Jahrhunderts.
Er gehörte als Außenminister zu den Unterzeichnern des ersten Vertrags von Versailles am 1. Mai 1756. Ort der Unterzeichnung war sein Schloss in Jouy-en-Josas. 1751 wurde er Ehrenmitglied der Académie royale des sciences.